# Más allá de la alambrada
Más allá de la alambrada és una pel·lícula documental espanyola dirigida per Pau Vergara el 2005. El rodatge va durar més d'un any i el va ajudar l'historiador Benito Bermejo, col·laborador en documentals sobre els camps de concentració i que el va ajudar a trobar els supervivents. Fou produïda per Maltés Producciones, Dacsa Producciones i ATM Broadcast, am suport de l'Institut Valencià de Cinematografia, Televisión Española i Televisió Valenciana.

## Sinopsi
Coincidint amb el 60e aniversari del seu alliberament, conta la història dels milers de republicans espanyols que van ser deportats al camp de concentració de Mauthausen. En aquest camp de concentració nazi van morir més de 5.000 espanyols. A través de testimoniatges inèdits dels supervivents es coneixerà la tràgica destinació que els esperava després de la derrota en la Guerra civil i el seu pas per l'exèrcit francès, fins a la deportació. L'equip es va desplaçar al camp i el documental inclou entrevistes amb supervivents, realitzades a València, Alacant, Barcelona i Madrid. Entre els testimonis hi ha el d'Angelines Martínez, única dona supervivent. i Siegfried Meir, jueu alemany els pares del qual van morir a Auschwitz, i que a Mauthausen fou adoptat per un republicà espanyol.

## Premis
El documental fou exhibit a la secció "Tiempo de historia" a la Seminci de 2004, al Festival Internacional d'Uruguai i el de Festrioa (Portugal). Va rebre el premi al millor documental a la Mostra de València. Va rebre el premi al millor documental junt amb El cielo gira als XV Premis Turia.